# Dale E. Kildee
Dale Edward Kildee, född 16 september 1929 i Flint, Michigan, död 13 oktober 2021 i Flint, Michigan, var en amerikansk demokratisk politiker. Han var ledamot av USA:s representanthus från 1977 till 2013.
Kildee avlade 1952 sin kandidatexamen vid Sacred Heart Seminary i Detroit. Han avlade 1955 sin lärarexamen vid University of Detroit. Han fick 1958 ett stipendium för ett års studier i Peshawar i Pakistan. Han avlade 1961 sin master vid University of Michigan. Kildee arbetade som lärare innan han blev politiker.
Kildee blev invald i representanthuset i kongressvalet 1976. Han blev därefter omvald hela sexton gånger.